# Makovyšče
Makovyšče (ukrajinsky Маковище, česky Makoviště) je ukrajinská obec v Bučském rajónu na střední Ukrajině. Obec má 945 obyvatel a rozlohu 0,46 km². Centrum obce se nachází přibližně 3 km od Makarivu a 38 km od Buči. Obec měla výraznou menšinu českého obyvatelstva, které se po roce 1938 vystěhovávalo do jiných českých obcí. V roce 1968 se stalo jedním z hlavních uprchlických míst pro bývalé obyvatele z Černobylského rajónu a její evakuované zóny.

## Historie
V roce 1714 zde byl vystavěn statek jednoho z obyvatelů obce Makariv, který zde pěstoval mák, po kterém je samotná obec pojmenována. V 19. století zde pobýval i syn Maksyma Rylského, Tadej Rylskyj, který zde provozoval školu a také v časopisu Osnova popsal zdejší život a svůj pohled na zdejší život. V obci byl na přelomu 19. a 20. století vystavěn lihovar a kolchoz. České obyvatelstvo zde žilo odděleně od ukrajinského a provozovali zde kovárnu.
Během ruské revoluce proběhla nedaleko obce bitva mezi ULR a Rudou armádou. Obec byla po odporu součástí ukrajinského hladomoru, kdy během hladomoru bylo několik Čechů, především pracovníku z kolchozu, odsouzeno a zastřeleno jako nepřátelé lidu, to stejné se událo i během nacistické okupace Jaroslavovi Veselému, který byl také zastřelen. Tři Češi žijící v obci se přidali do československé armády proti nacistům. V roce 1968 se stalo jedním z hlavních uprchlických míst pro bývalé obyvatele z Černobylského rajónu a její evakuované zóny.
V roce 2002 byl vystavěn pravoslavný kostel svatého Michala. V roce 2001 žili v obci ve většině Ukrajinci a pár Rusů.